# Evžen Tošenovský
Evžen Tošenovský (* 26. února 1956 Ostrava) je český politik. V letech 2014 až 2020 místopředseda ODS, v letech 2009 až 2024 poslanec Evropského parlamentu, v letech 2000 až 2008 hejtman Moravskoslezského kraje a v letech 1993 až 2001 primátor města Ostravy.

## Vzdělání a rodina
Studoval obor systémové inženýrství na Vysoké škole báňské v Ostravě, státní závěrečnou zkoušku složil v roce 1981.[nedostupný zdroj]
Je ženatý, s manželkou Drahomírou mají syna Evžena, který je biologem, a dceru Lucii, sinoložku. Jeho matka Věra Tošenovská byla akademickou malířkou. Žije v Ostravě.

## Politická kariéra
Od roku 1991 je členem ODS. Do politiky aktivně vstoupil po sametové revoluci v roce 1990, kdy byl zvolen zastupitelem města Ostravy za Občanské fórum, ve kterém působil jako jeho zakladatel na Ostravsku. V roce 1993 byl již za stranu ODS poprvé zvolen primátorem statutárního města Ostravy. Primátorem byl pak znovu zvolen v letech 1994, kdy vedl kandidátní listinu občanských demokratů a také v roce 1998. Aktivně působil v samosprávných celcích. V letech 1994–2001 byl předsedou Kolegia primátorů ČR a v roce 1999 rok působil ve funkci předsedy Svazu měst a obcí.
Po vzniku samosprávných krajů v roce 2000 vedl kandidátu ODS tehdejšího Ostravského kraje (název změněn na Moravskoslezský kraj v květnu 2001) a byl zvolen krajským zastupitelem. Jím vedená kandidátka ODS v krajských volbách zvítězila se ziskem (26,51 %). Nově ustaveným krajským zastupitelstvem byl také zvolen prvním hejtmanem kraje. Svým zvolením rezignoval na post ostravského primátora a plně se věnoval práci v krajském zastupitelstvu, zejména v oblasti integrovaného záchranného systému, bezpečnosti a průmyslovým rozvojem (jeho nástupcem v primátorské funkci byl dosavadní náměstek pro oblast životního prostředí Čestmír Vlček).
Po krajských volbách v roce 2004 jím vedená kandidátka ODS opět zvítězila se značným náskokem (37,87 %) a společně s KDU-ČSL tak vznikla středo-pravicová koalice ODS + KDU-ČSL, která v zastupitelstvu kraje disponovala 37 hlasy a Evžen Tošenovský byl podruhé krajským zastupitelstvem zvolen hejtmanem Moravskoslezského kraje. V letech 2001–2008 také působil jako předseda Asociace krajů ČR, kterou pomáhal zakládat.
V roce 2008 opětovně obhajoval jako volební lídr pozici hejtmana. Jím vedená krajská kandidátka ODS (24,9 % hlasů) však byla poražena ČSSD (42,63 % hlasů). Jako krajský zastupitel nepůsobil dlouho a na svůj mandát krajského zastupitele rezignoval v roce 2009.
Stranické primárky jej vynesly do pozice druhého místa kandidátky ODS pro volby do Evropského parlamentu 2009. Mandát evropského poslance získal s obrovským ziskem 104 737 preferenčních hlasů. Po svém zvolení působil jako místopředseda Výboru pro průmyslu a energetiku (ITRE).
V roce 2014 opětovně do Evropského parlamentu za ODS kandidoval ze druhého místa a díky 6 816 opět přeskočil i lídra kandidátky Jana Zahradila a mandát europoslance obhájil. V rámci Evropského parlamentu se věnuje především oblasti energetiky a výzkumu. Druhé volební období zde působí jako místopředseda výboru pro průmysl, výzkum a energetiku EU (ITRE). Významnou měrou se zasloužil o vznik navigačního systému Galileo – působil jako zpravodaj parlamentu a aktivně vstupoval do jednání.
Na 24. kongresu ODS 18. ledna 2014 byl v prvním kole volby zvolen hlasy 286 delegátů místopředsedou strany. V lednu 2016 obhájil na 27. kongresu ODS post místopředsedy strany, kdy získal 318 hlasů od 463 delegátů (tj. 69 %). Také na 28. kongresu ODS v Ostravě v lednu 2018 tento post obhájil. Funkci místopředsedy strany zastával do ledna 2020, kdy už nekandidoval.
V krajských volbách v roce 2016 byl za ODS opět zvolen zastupitelem Moravskoslezského kraje. Na kandidátce byl původně na 15. místě, ale vlivem 3 562 preferenčních hlasů skončil první a přeskočil i lídra kandidátní listiny Jakuba Unucku. V rámci Moravskoslezského kraje působil jako člen komise bezpečnostní a pro integrovaný záchranný systém. Ve volbách v roce 2020 již nekandidoval.

### Kandidatura na prezidenta ČR (2012)
V dubnu 2012 ohlásil svůj zájem kandidovat na post prezidenta republiky a účastnil se tak prezidentských primárek ODS, ve kterých ho však porazil Přemysl Sobotka těsným poměrem hlasů.

### Kandidatury do Evropského parlamentu (od r. 2009)
V únoru 2009 byl ODS nominován na 2. místo na kandidátce pro volby do Evropského parlamentu, které proběhly v červnu 2009. V těchto volbách získal nejvíce preferenčních hlasů ze všech kandidátů (celkem 104 737) a stal se tak poslancem Evropského parlamentu. Byl členem frakce Evropských konzervativců a reformistů. Působí jako jeden z místopředsedů Výboru pro průmysl, výzkum a energetiku (ITRE) a je rovněž místopředsedou poslaneckého klubu ODS v EP. Ve volbách do Evropského parlamentu v roce 2014 kandidoval na 2. místě kandidátky ODS a byl s počtem 16 514 preferenčních hlasů zvolen. Tošenovský se opět stal členem Výboru pro průmysl, výzkum a energetiku (ITRE).

#### Hodnocení europoslance E. Tošenovského (dle think-tanku Evropské hodnoty)
Dle vydané zprávy výše uvedeného think-tanku, která se vztahuje na období před následujícími volbami do Evropského parlamentu (2014) vyplývá následující:
1. Docházka – obsadil 16. místo z celkových 22 českých europoslanců,
2. Účast na jmenovitých hlasováních českých europoslanců – obsadil 10. místo z celkových 22 českých europoslanců,
3. Zprávy předložené zpravodajem českými europoslanci – obsadil 10.–15. místo z celkových 22 českých europoslanců,
4. Stanoviska předložená českými europoslanci – obsadil 11.–15. místo z celkových 22 českých europoslanců,
5. Pozměňovací návrhy českých europoslanců – obsadil 6. místo z celkových 22 českých europoslanců,
6. Parlamentní otázky českých europoslanců – obsadil 14.–15. místo z celkových 22 českých europoslanců,
7. Písemná prohlášení českých europoslanců – obsadil 6.–22. místo z celkových 22 českých europoslanců,
8. Návrhy usnesení českých europoslanců – obsadil 14.–15. místo z celkových 22 českých europoslanců,
9. Vystoupení na plenárním zasedání českých europoslanců – obsadil 17. místo z celkových 22 českých europoslanců.

Evžen Tošenovský je nositelem několika vyznamenání, jako je Řád rytíře Čestné legie, Důstojnický kříž Řádu za zásluhy o Polskou republiku či čestného vyznamenání za zásluhy o Rakouskou republiku.

#### Volby do Evropského parlamentu v letech 2019 a 2024
Ve volbách do Evropského parlamentu v květnu 2019 mandát europoslance obhajoval a kandidoval na 2. místě kandidátky ODS. Získal 25 644 preferenčních hlasů a obhájil mandát europoslance.
Ve volbách do Evropského parlamentu v červnu 2024 již nekandidoval, v polovině července 2024 mu tak vypršel mandát europoslance.

## Pracovní zkušenosti
- 1975–1981: Vítkovice – dělník[1][nedostupný zdroj]
- 1981–1991: Vítkovice – matematik-analytik[1]
- 1991–1993: PIKE Electronic – matematik-analytik[31]
- 1993–2001: Statutární město Ostrava – primátor[31]
- 2000–2008: Moravskoslezský kraj – hejtman[31]
- 2005–2009: Ostravsko-karvinské doly – místopředseda dozorčí rady[32]
- 2009-2024: poslanec Evropského parlamentu
- od roku 2008: Vítkovice Holding – poradce generálního ředitele[33]

## Medaile a státní vyznamenání
- 2000: Čestná medaile Hasičského záchranného sboru České republiky (HZS ČR) udělená ministrem vnitra České republiky
- 2002: Řád rytíře Čestné legie udělený francouzským prezidentem[1][nedostupný zdroj]
- 2005: Důstojnický kříž Řádu za zásluhy o Polskou republiku udělený polským prezidentem[1]
- 2005: Velké zlaté čestné vyznamenání s hvězdou za zásluhy o Rakouskou republiku udělené rakouským prezidentem[1]